# Kinas prefekturer
Prefektur är den vedertagna översättningen av olika administrativa indelningar i Kina som har som främsta uppgift att samordna och övervaka en grupp härad. Idag fungerar prefekturerna som ett slags sekundärkommuner och har ofta lika stor yta som svenska län.

## Historia
Prefekturerna går tillbaka på en tidigare administrativ enhet som kallades fŭ 府 eller zhōu 州 under Qingdynastin. Prefekten övervakade en grupp härader inom sin jurisdiktion och hade ofta andra specialiserade funktioner.

## Prefekturer i det moderna Kina
Under Republiken Kina omorganiserades de gamla prefekturerna till "specialdistrikt" (kinesiska: 专区?, pinyin: zhuānqū), som övertog rollen som administrativ enhet under provinsnivån. Indelningen övertogs efter Folkrepubliken Kinas grundande 1949. När Kina antog en ny konstitution 1975 döptes "specialdistrikten" om till "distrikt" (kinesiska: 地区?, pinyin: dìqū), vilka är den administrativa enhet som idag vanligen översätts till "prefekturer". Prefekturerna fick ofta namn från sin centralort och hade ofta lika stor yta som ett svenskt län.
Sedan 1990-talet har det varit en statlig prioritet att främja urbanisering (kinesiska: 地改市?, pinyin: dìgǎishì) och som ett led i denna politik har de flesta prefekturer ombildats till "städer på prefekturnivå" (kinesiska: 地级市?, pinyin: dìjíshì). Det fanns 265 sådana städer i Kina år 2001.
I många geografiska artiklar om Kina förekommer alternativa översättningar till "stad på prefekturnivå".  Beteckningarna "stadsprefektur" och i de flesta fall "storstadsområde" är således identiska med "stad på prefekturnivå" Undantag är de fyra storstadsområdena Peling (Beijing), Chongqing, Shanghai och Tianjin, som inte är enheter på prefekturnivå utan på provinsnivå. I vissa har "städer på prefekturnivå" fortfarande som tidigare beteckning som "prefekturer".
I områden med en stor befolkning av etniska minoriteter finns det autonoma prefekturer (kinesiska: 自治州?, pinyin: zìzhìzhōu). I Inre Mongoliet finns det tre prefekturer som går under benämningen "förbund" eller ajmag (kinesiska: 盟?, pinyin: méng), Xilingol, Hinggan och Alxa. Det mongoliska förbunden går tillbaka till gamla administrativa indelningar från Qingdynastin som även har motsvarigheter i republiken Mongoliet.